# Стаднік Микола Іванович
Микола Іванович Стаднік (3.02.1948, с. Бабчинці, Могилів-Подільського району, Вінницька область) — український учений-гірник, професор кафедри «Гірничі машини», доктор технічних наук, доцент, лауреат Державної премії України в галузі науки і техніки. Галузь наукових інтересів: синтез гірничих машин як мехатронних об'єктів і функціональних структур систем управління.

## З біографії
Народився на Вінниччині. У 1963 році вступив в Кадіївський гірничий технікум, який закінчив в 1967 році за спеціальністю «Експлуатація автоматичних пристроїв у вугільній промисловості». Працював у цьому технікумі на посаді лаборанта, а з 1972 року — на посаді викладача.
У 1967 році вступив в Кадіївську філію Комунарського гірничо-металургійного інституту і в 1973 році закінчив його з відзнакою за спеціальністю «Електрифікація і автоматизація гірничих робіт». У 1973 р. працював в інституті «Дондіпровуглемаш».
У 1974—2012 роках працював в інституті «Дондіпровуглемаш» спершу інженером, а у 2012 р. — заступником директора з наукової роботи.
Потім працює в ДонНТУ на кафедрі «Гірничі машини».
У 1996 році — захистив кандидатську дисертацію на тему: «Розробка комплексу технічних засобів автоматизації шахтного конвеєрного транспорту».
У 2003 році — захистив докторську дисертацію по темі: «Синтез систем автоматизації однорідних об'єктів керування зі змінним складом функціональних задач».
Стаднік М. І. — академік Академії гірничих наук України, академік Академії інженерних наук України, а також член спеціалізованих рад із захисту наукових дисертацій в Донецькому національному технічному університеті та в інституті геотехнічної механіки ІГТМ ім. Полякова НАН України.

## Творчий доробок
Микола Стаднік є автором 200 наукових робіт, зокрема — 9 монографій, 135 патентів на винаходи у галузі гірничошахтного обладнання та ін.

## Нагороди і відзнаки
- Почесна грамота Кабінету Міністрів України (2003).
- Відомчі нагороди — знаки «Шахтарська слава» трьох ступенів та «Шахтарська доблесть» III і II ступенів.
- Державна премія в галузі науки і техніки за роботу: «Наукове обґрунтування, створення та освоєння серійного виробництва високопродуктивних вуглевидобувних комплексів нового покоління» (2009)[1].